# Tiu (Faraon)
Tiu a fost primul  Faraon (predinastic) al Egiptului de Jos spre sfârșitul mileniului al IV-lea î.Hr., menționat în Piatra Palermo alături de alți faraoni. Despre domnia și viața acestuia nu se cunosc detalii.   